# Відзнака «За оборону Авдіївки»
Медаль «За оборону Авдіївки» — пам'ятна відзнака Військово-цивільної адміністрації міста Авдіївка Донецької області.

## Історія нагороди
Пам'ятна відзнака «За оборону Авдіївки» була створена 9 червня 2017 року Військово-цивільної адміністрації міста Авдіївка Донецької області, для відзначення осіб за участь у антитерористичній операції та у забезпеченні її проведення, відстоювання територіальної цілісності України, волонтерську та благодійну діяльність на користь міста Авдіївка під час проведення антитерористичної операції безпосередньо під містом Авдіївка та на його території, керуючись Законом України «Про військово-цивільні адміністрації».

## Положення про нагороду
Медаллю нагороджуються особи із числа:
1. Військовослужбовців (резервістів, військовозобов'язаних) та працівників Збройних Сил України, Служби безпеки України, Національної гвардії України, інших утворених відповідно до законів України військових формувань, поліцейських, осіб рядового, начальницького складу, працівників органів прокуратури, Міністерства внутрішніх справ України, Державної служби України з надзвичайних ситуацій, Державної пенітенціарної служби України, які захищали незалежність, суверенітет та територіальну цілісність України і брали безпосередню участь в антитерористичній операції в Донецькій області, забезпеченні її проведення, перебуваючи безпосередньо під містом Авдіївка та на його території у період її проведення;
2. Осіб, які стали інвалідами внаслідок поранення, контузії або каліцтва, одержаних під час безпосередньої участі в антитерористичній операції в Донецькій області, забезпеченні її проведення, перебуваючи безпосередньо під містом Авдіївка та на його території у період проведення антитерористичної операції у складі добровольчих формувань, що були утворені або самоорганізувалися для захисту незалежності, суверенітету та територіальної цілісності України і виконували завдання антитерористичної операції в Донецькій області у взаємодії із Збройними Силами України, Міністерством внутрішніх справ України, Національною поліцією України, Національною гвардією України, іншими утвореними відповідно до законів України військовими формуваннями, правоохоронними органами;
3. Інших осіб, які брали безпосередню участь в антитерористичній операції в Донецькій області, забезпеченні її проведення, перебуваючи безпосередньо під містом Авдіївка та на його території у період проведення антитерористичної операції у складі добровольчих формувань, що були утворені або самоорганізувалися для захисту незалежності, суверенітету та територіальної цілісності України;
4. Працівників підприємств, установ та організацій, інших осіб, які залучалися або добровільно забезпечували проведення антитерористичної операції в Донецькій області, здійснювали волонтерську діяльність, перебуваючи безпосередньо під містом Авдіївка та на його території у період проведення антитерористичної операції;
5. Волонтерів, представників благодійних організацій, а також інших благодійників, які зробили значний особистий внесок на благо міста Авдіївка та його захисників під час проведення антитерористичної операції в Донецькій області.
6. У разі втрати (псування) медалі дублікат не видається.
7. Ніхто не має права позбавити нагородженого медалі «За оборону Авдіївки».

## Порядок представлення до нагородження
Клопотання про нагородження медаллю подаються на ім'я керівника Військово-цивільної адміністрації міста Авдіївка Донецької області стосовно:
1. працівників адміністрації та інших осіб — заступником керівника з питань безпеки та громадського порядку;
2. військовослужбовців, працівників Збройних Сил України та інших утворених відповідно до законів України військових формувань, органів внутрішніх справ, органів прокуратури — керівниками цих органів та формувань;
3. працівників підприємств, організацій, установ, об'єднань — їх керівниками;
4. членів громадських організацій — керівниками відповідних громадських організацій.

Клопотання подаються не пізніше як за 10 днів до дня вручення нагороди (до ювілею, професійного свята чи знаменної події). У поданні про нагородження медаллю вказується, за які конкретні досягнення відзначається представлена особа.
Нагородження медаллю може проводитися посмертно та передається рідним для зберігання, як пам'ять.
Виготовлення та збереження виготовлених медалей «За оборону Авдіївки», облік і реєстрацію громадян, нагороджених медаллю та посвідчень до них забезпечує відділ обліку та кадрова служба військово-цивільної адміністрації міста Авдіївка Донецької області.
Нагороджені медаллю «За оборону Авдіївки» можуть бути представлені для повторного нагородження не раніше як через 5 років.
Рішення про нагородження медаллю приймається керівником Військово-цивільної адміністрації м. Авдіївка та оформлюється розпорядженням.

## Порядок вручення
1. Вручення медалі проводиться в урочистій обстановці керівником Військово-цивільної адміністрації м. Авдіївка, його заступниками або за дорученням керівниками установ та організацій. За рішенням керівника ВЦА м. Авдіївка вручення медалі може проводитися іншою визначеною ним особою.
2. Медалі для вручення передаються до відділу культури Військово-цивільної адміністрації м. Авдіївка, згідно розпоряджень керівника ВЦА м. Авдіївка.
3. Якщо нагороджена особа через хворобу або іншу поважну причину не змогла з'явитися на вручення, медаль та посвідчення до неї можуть бути вручені вдома, у лікарні тощо, де вона перебуває.
4. У разі смерті нагородженого, якому за життя медаль та посвідчення до неї не було вручено, або нагородження особи посмертно медаль та посвідчення до неї передаються сім'ї такого нагородженого для зберігання як пам'ять.

## Опис пам'ятної відзнаки
Медаль має форму кола діаметром 32 мм сріблястого кольору. На лицьовому боці медалі, у верхній частині — зображення Тризуба — малого Державного Герба України. Посередині — напис у два рядки «ЗА ОБОРОНУ АВДІЇВКИ»
На зворотному боці медалі гравірується порядковий номер. Усі зображення та написи рельєфні. Медаль обрамлена бортиком.
За допомогою кільця з вушком медаль з'єднується з прямокутною колодкою, обтягнутою стрічкою.
Розмір колодки до медалі: 28×42 мм, фігурної дужки та заокругленого виступу до колодки, відповідно 30×2 мм та 2 мм.
Стрічка до відзнаки муарова шириною 28 мм, сірого кольору з поздовжніми синіми та білими смужками. На відстані 1 мм від країв сині та білі смужки по 1 мм кожна, що розташовані на відстані 1 мм одна від одної.
Кріплення відзнаки до одягу здійснюється за допомогою застібки із запобіжником, що знаходиться на зворотному боці колодки.
Планка до медалі: 28×12 мм, обтягнута відповідною стрічкою.

## Порядок носіння відзнаки
Медаль «За оборону Авдіївки» є пам'ятною відзнакою у вигляді нагрудного знаку для носіння його з лівого боку грудей, на верхньому вбранні та розміщується після знаків державних нагород України, іноземних державних нагород та відомчих заохочувальних відзнак.